# Seidenbienen-Ölkäfer

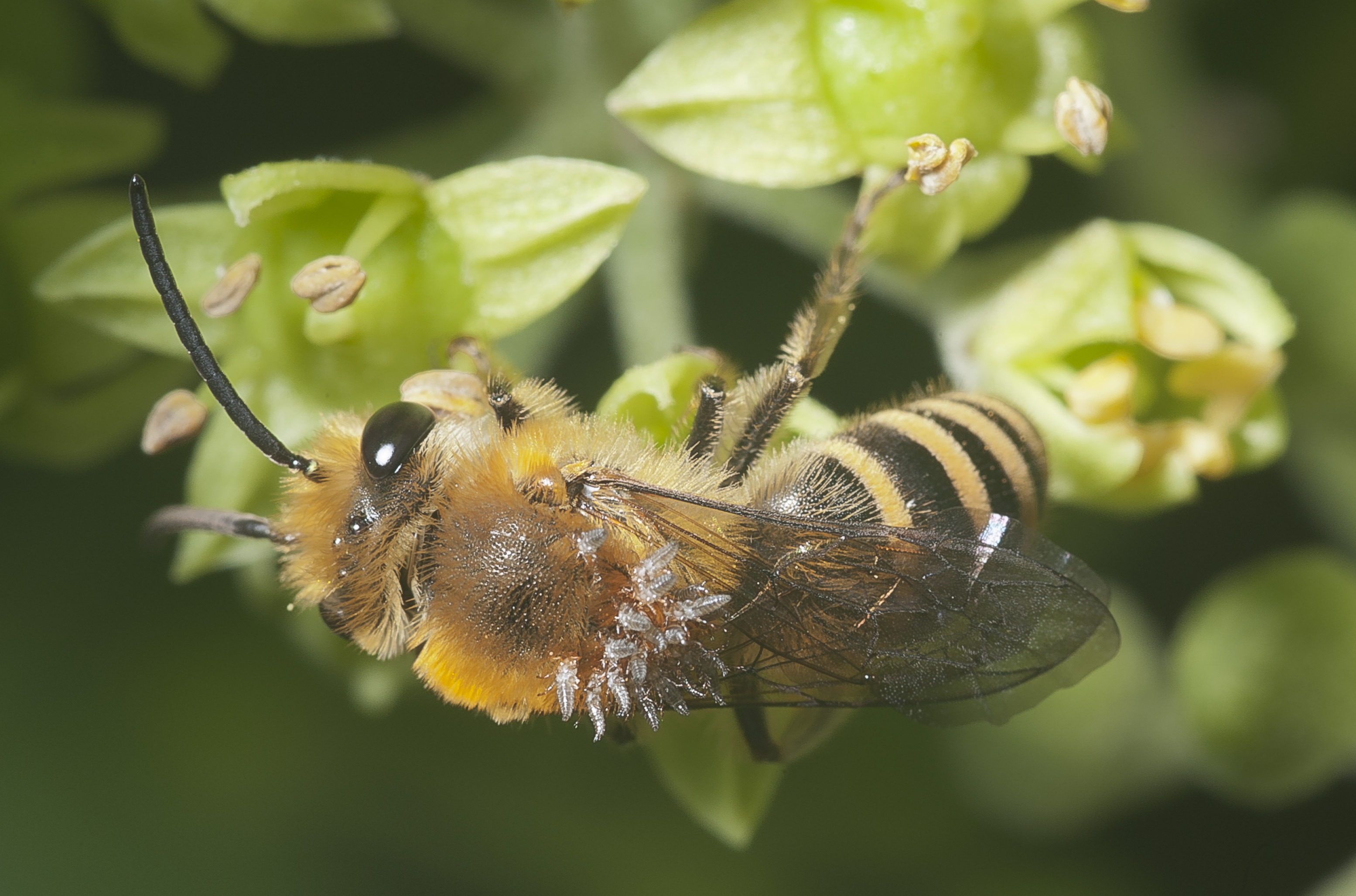
Efeu-Seidenbiene (Colletes hederae), parasitiert durch Triungulinen von Stenoria analis

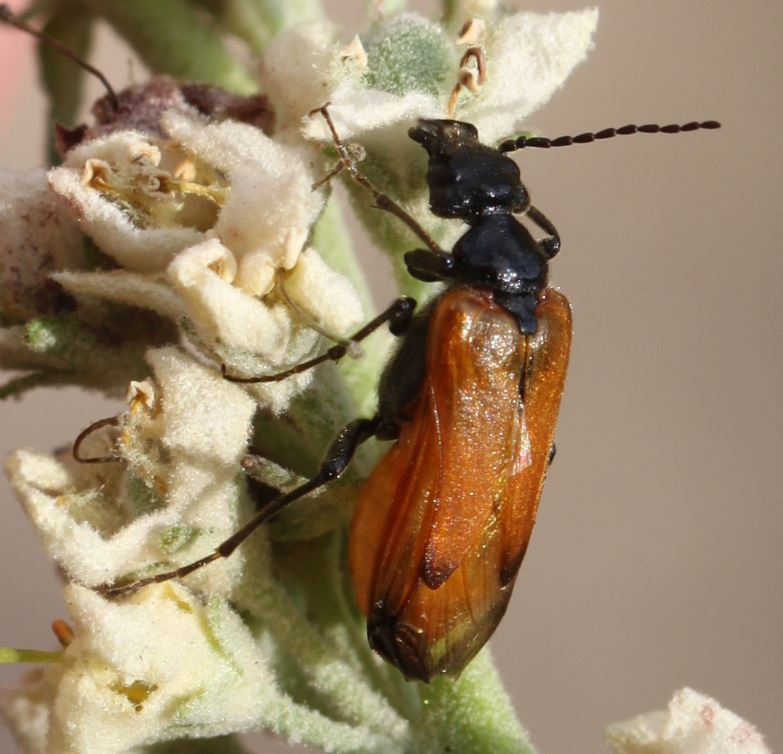
An einer Königskerze

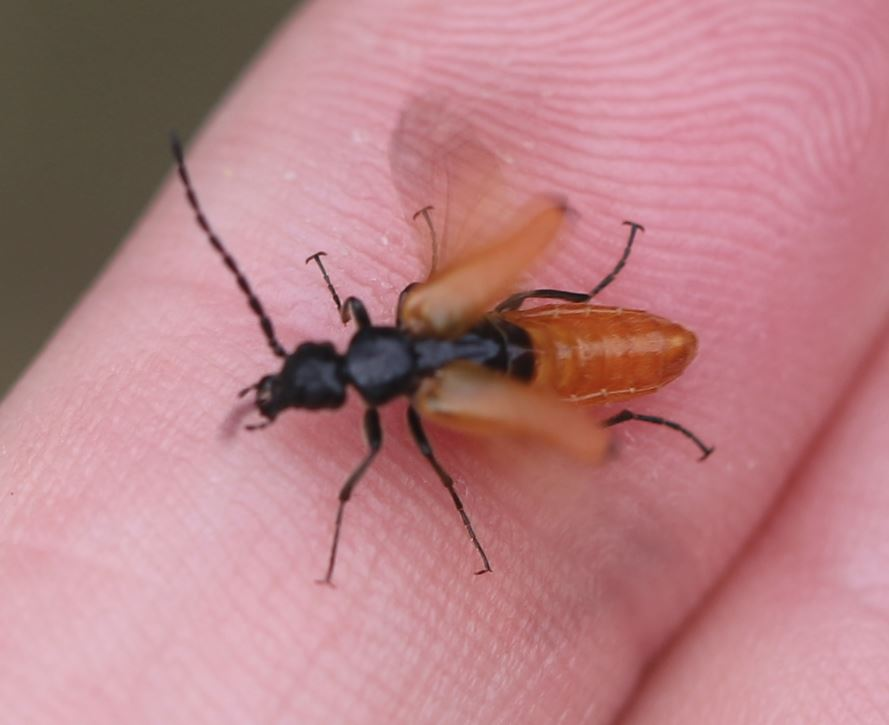
Kurz vor dem Abflug

Der Seidenbienen-Ölkäfer oder Schwarze Pelzbienen-Ölkäfer (Stenoria analis) ist ein Käfer aus der Familie der Ölkäfer (Meloidae).

## Verbreitung
Das Verbreitungsgebiet der Käferart reicht von Nordafrika und der Iberischen Halbinsel über Südeuropa bis nach Kleinasien und Südrussland. In Mitteleuropa (Frankreich, Kanalinseln, Westdeutschland) kommt die stenotope und xerophile Art nur lokal vor. Im Westen Deutschlands galt sie schon als ausgestorben. Seit 2013 wurden Sichtungen von einzelnen Exemplaren in Hessen und in der Oberrheinebene bekannt.

## Merkmale
Der Käfer sind etwa 12 mm groß. Kopf, Halsschild und Schildchen sind schwarz. Fühler und Beine sind ebenfalls schwarz. Die hellbraunen Flügeldecken sind an den Spitzen schwarz und bedecken den hellbraun-orange gefärbten Hinterleib und die transparente Flügelmembran nur zum Teil.

## Lebensweise
Der Seidenbienen-Ölkäfer ist ein Brutschmarotzer. Die Triungulinen (Primärlarven) des Ölkäfers locken Efeu-Seidenbienen (Colletes hederae) mit Sexual-Pheromonen an. Es werden aber auch andere Seidenbienen-Arten parasitiert. Sie heften sich an diese und gelangen so in deren Nesthöhlen, wo sie sich weiterentwickeln. Die Käferlarven ernähren sich von dem Nektar und den Blütenpollen, welche von den weiblichen Seidenbienen gesammelt werden. Die adulten Käfer beobachtet man von Ende Juli bis Anfang September. Sie fressen an den Blüten verschiedener Pflanzen, darunter Königskerzen (Verbascum).

## Entwicklungsstadien
Im Folgenden sind die Entwicklungsstadien der Käferart skizziert:

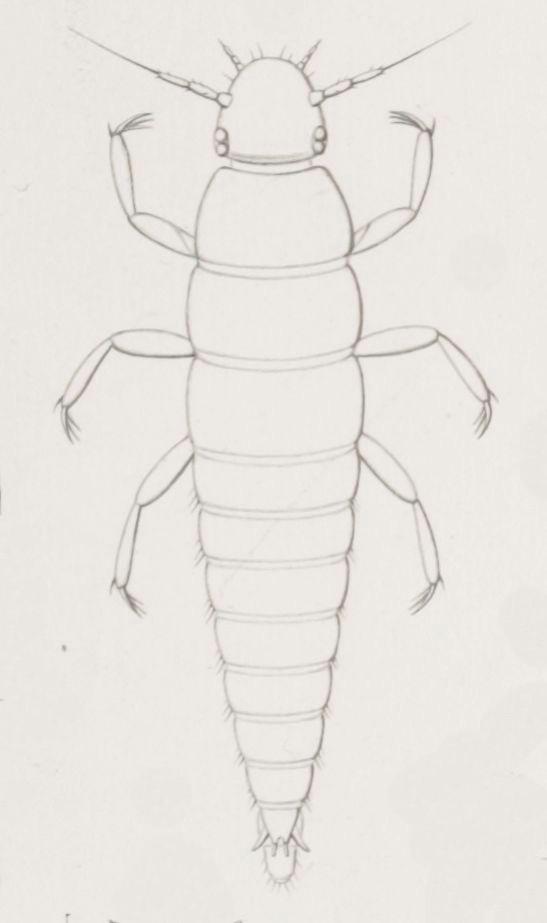
1. Larvenstadium (Triunguline)
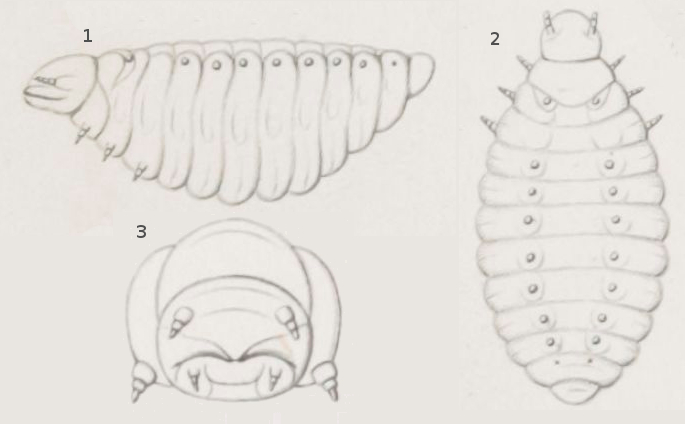
2. Larvenstadium
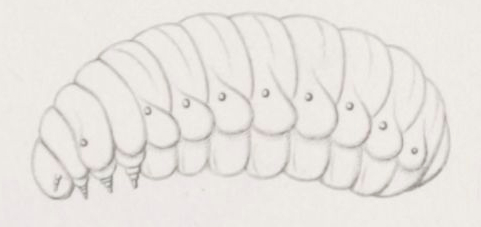
3. Larvenstadium
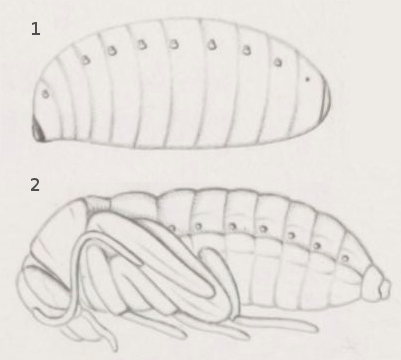
Metamorphose
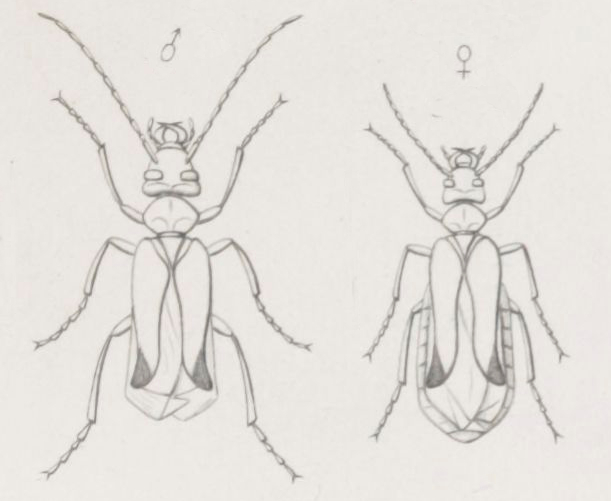
Imagines – Männchen und Weibchen